# Pseudotulostoma japonicum
Pseudotulostoma japonicum är en svampart som först beskrevs av Kawam. ex Otani, och fick sitt nu gällande namn av I. Asai, H. Sato & Nara 2004. Pseudotulostoma japonicum ingår i släktet Pseudotulostoma och familjen hjorttryfflar.